# Théâtre Juan Bravo
Le théâtre Juan Bravo est le théâtre principal de la ville de Ségovie, en Castille-et-Léon (Espagne). Il est situé sur la Plaza Mayor de Ségovie, au même endroit qu'avaient antérieurement occupé le théâtre de la Zarzuela et le cinéma Reina Victoria.

## Histoire
Sa construction date de 1917, œuvre de l'architecte Francisco Javier Cabello y Dodero, en étant inauguré le 26 octobre 1918. L'immeuble a été acquis par la Députation provinciale de Ségovie en 1982, établissement qui l'a réhabilité et l'a ouvert de nouveau au public en 1989.
Il a été déclaré Bien d'Intérêt Culturel avec catégorie de monument le 29 septembre 2022. Il tient son nom du leader comunero local Juan Bravo.

## Source de traduction
- (es) Cet article est partiellement ou en totalité issu de l’article de Wikipédia en espagnol intitulé « Teatro Juan Bravo » (voir la liste des auteurs).